# Eisenbahnen und Verkehrsbetriebe Elbe-Weser

Ehemaliges Logo

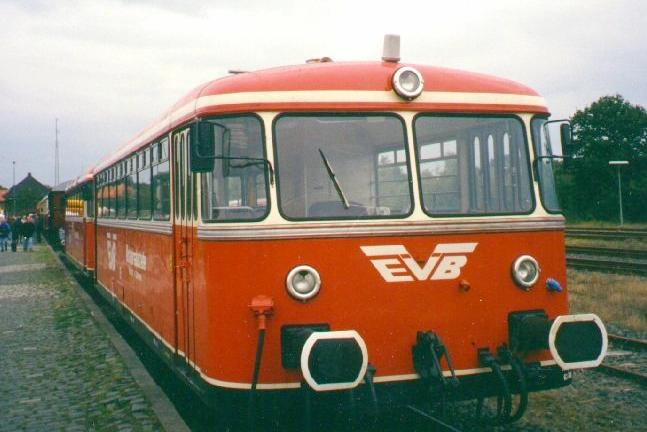
Uerdinger Schienenbus der EVB

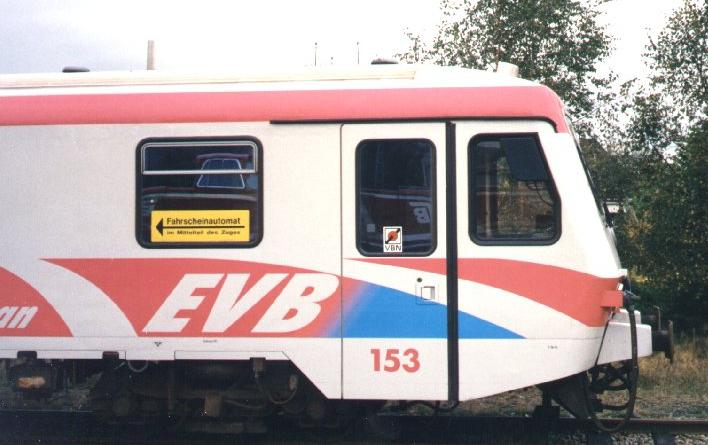
Dieseltriebwagen VT 628

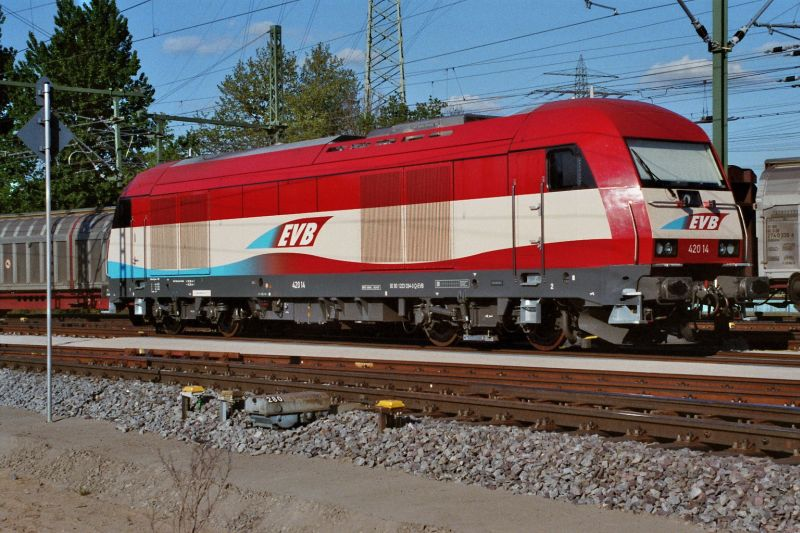
Diesellok der EVB in Hamburg–Waltershof

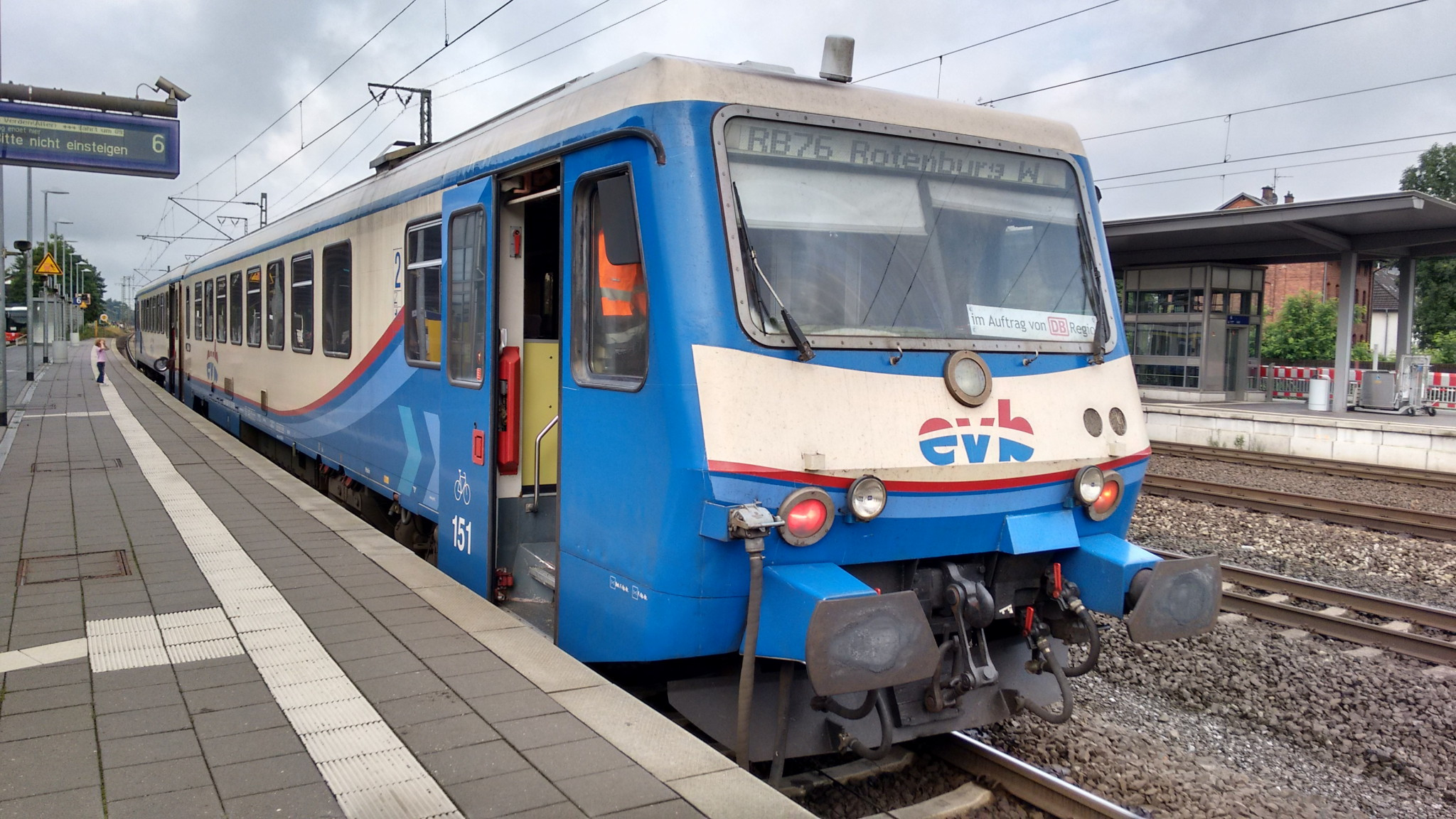
EVB-Dieseltriebwagen 151 in neuer Lackierung in Rotenburg (Wümme)

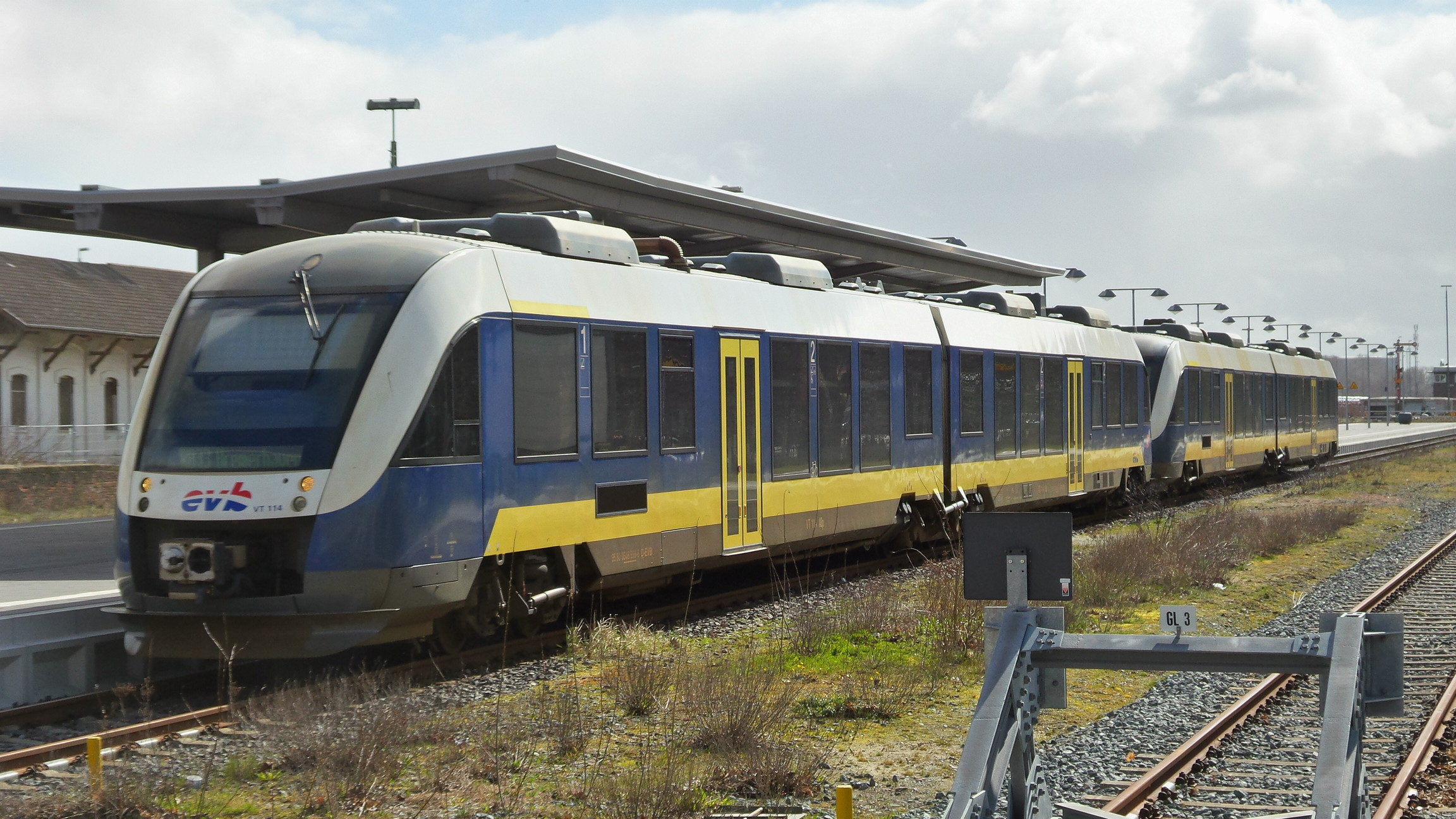
Alstom Coradia LINT aus dem Fahrzeugpool der LNVG im Bahnhof Cuxhaven

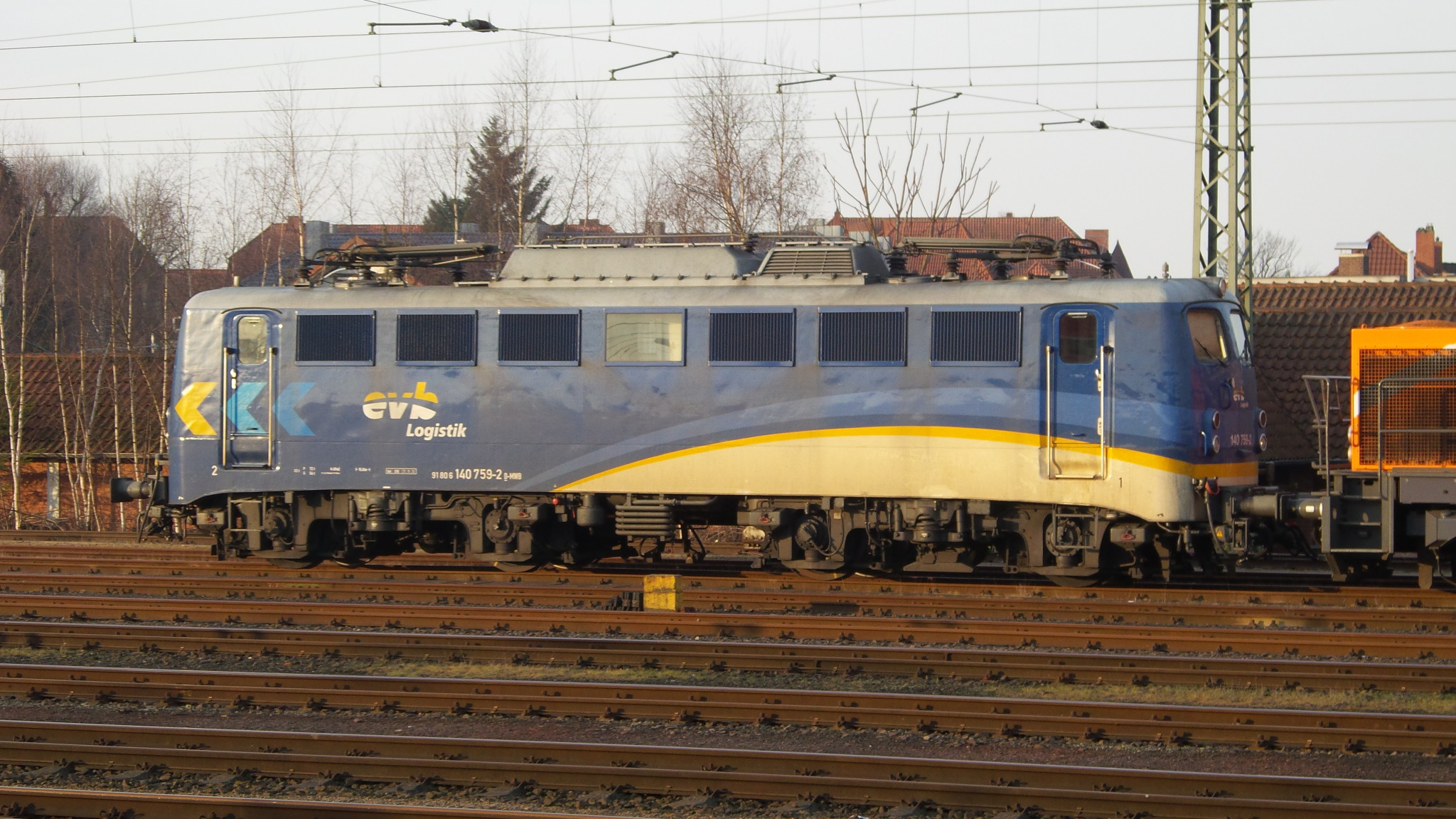
Elektrolokomotive 140 759 im Bahnhof Nienburg (Weser)

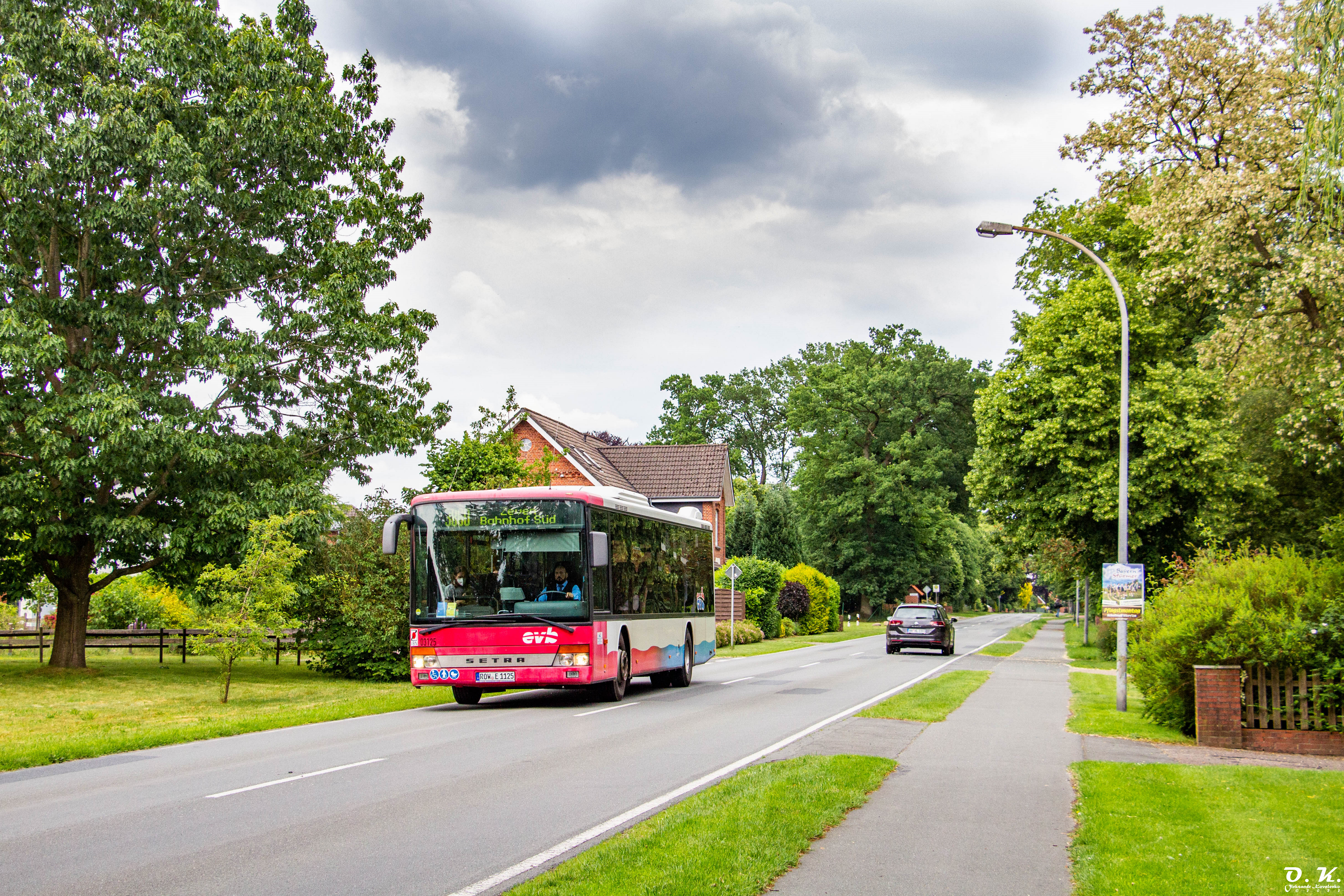
Setra S315 NF

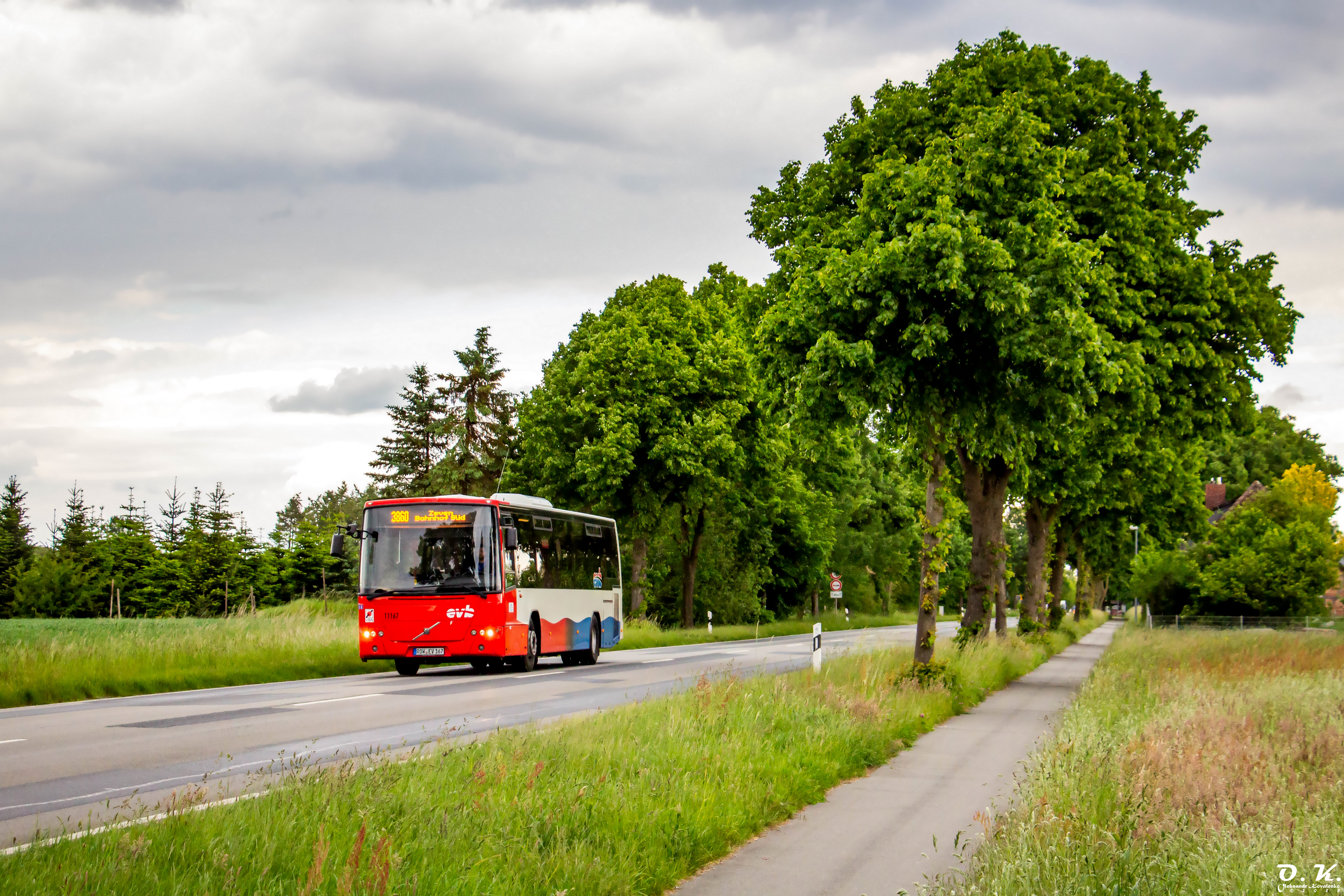
Volvo 8700LE

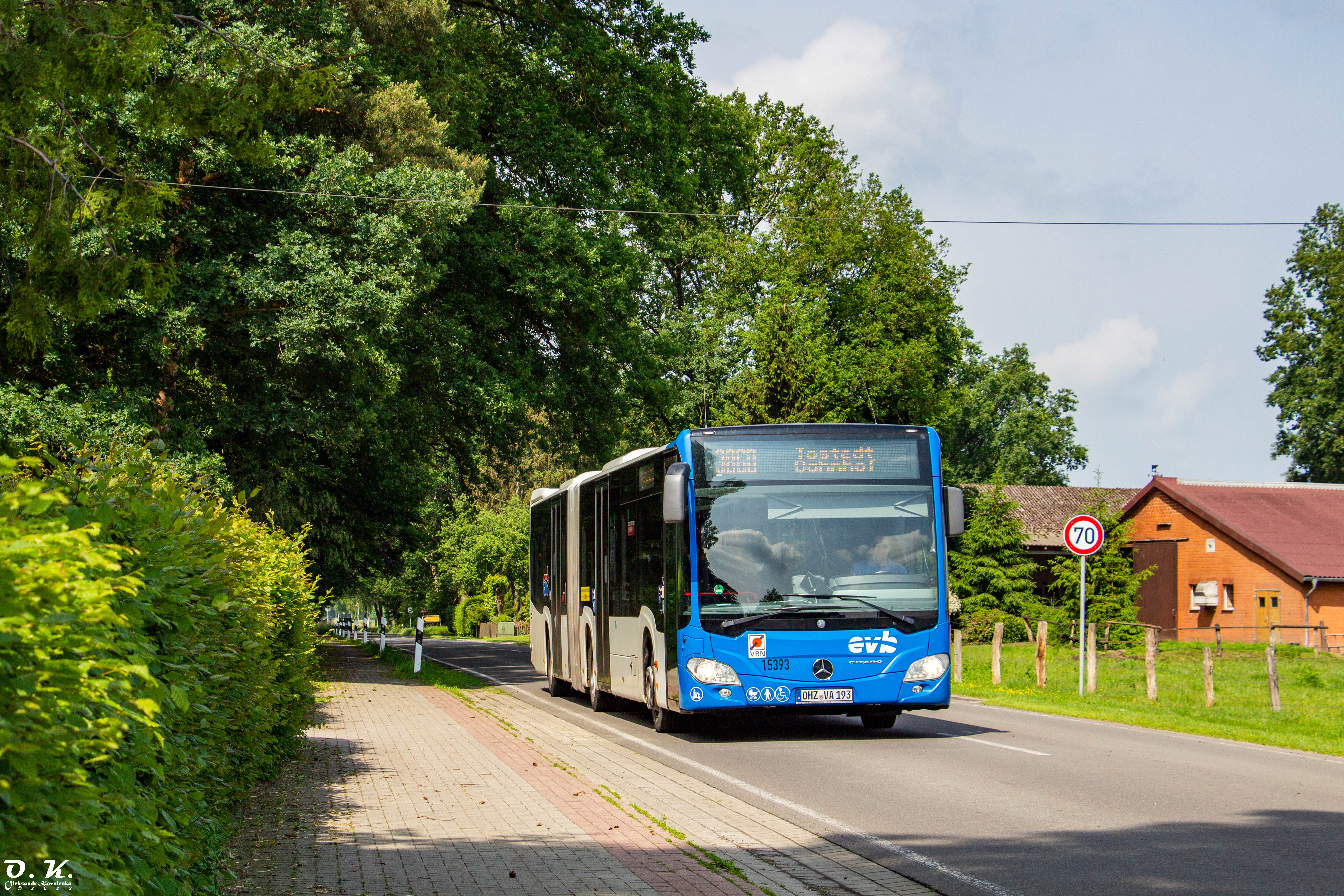
Mercedes-Benz Citaro C2 GÜ

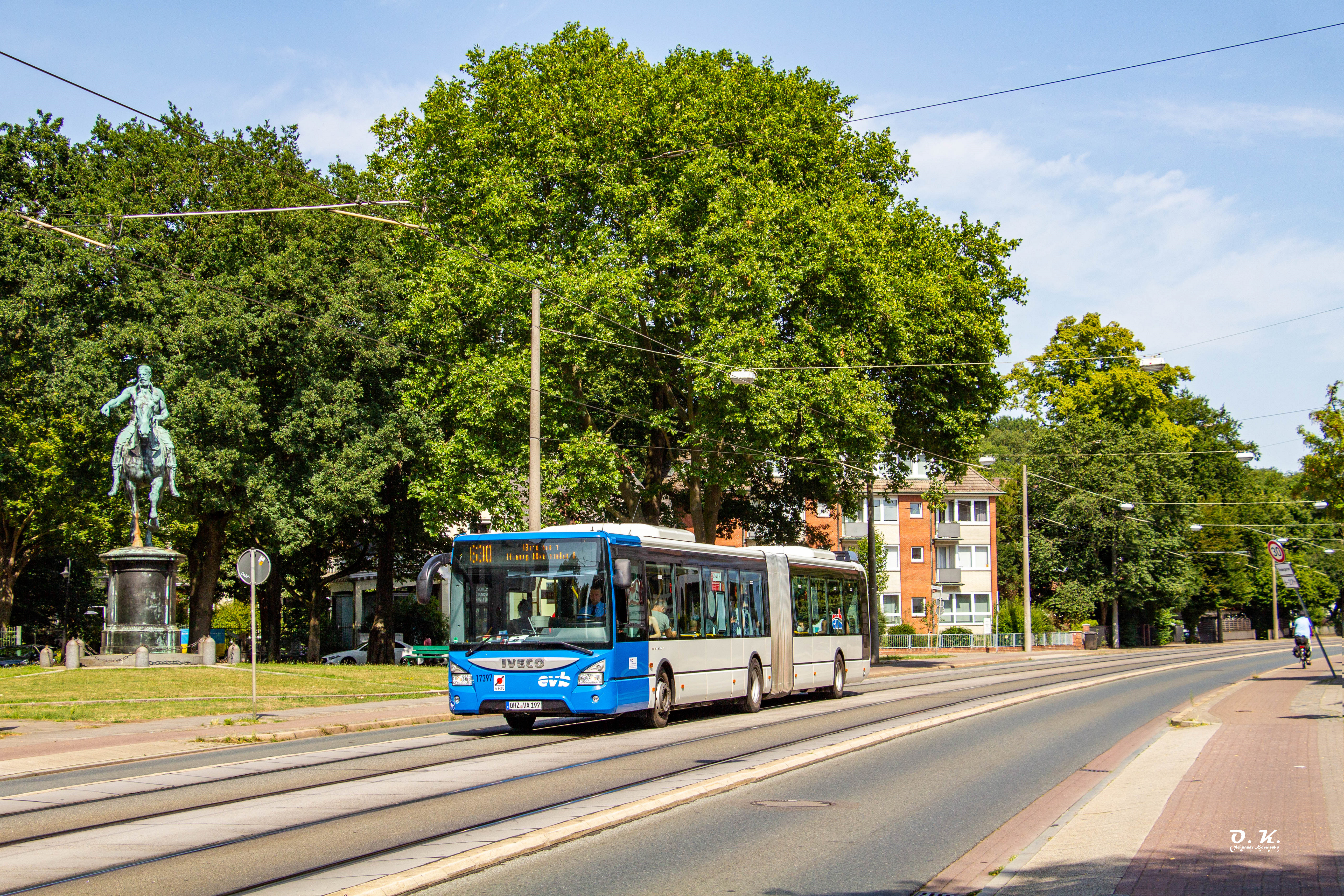
Iveco Urbanway 18

Die Eisenbahnen und Verkehrsbetriebe Elbe-Weser GmbH (EVB, neue eigene Schreibweise evb) ist ein Verkehrsunternehmen im als Elbe-Weser-Dreieck bekannten Teil Niedersachsens mit Sitz in Zeven im Gebäude des Bahnhofs Zeven Süd. Der Eisenbahnbetrieb der sowohl als Eisenbahninfrastrukturunternehmen als auch als Eisenbahnverkehrsunternehmen operierenden Gesellschaft hat seinen Sitz in Bremervörde.
Heute ist das Unternehmen unter anderem für den weltweit ersten Einsatz von Wasserstoffzügen im öffentlichen Personennahverkehr und seinem deutschlandweiten Güterverkehr bekannt.

## Betrieb

### Busverkehr
Die EVB betreiben 37 Buslinien im ÖPNV der Landkreise Rotenburg (Wümme), Osterholz, Stade, Harburg sowie der Stadt Bremen. Dabei werden die Busse von Zeven und Grasberg aus eingesetzt und in Zeven im eigenen Betriebshof am Südring 23 gewartet. Die Leitstelle zur Koordination der Verkehre befindet sich ebenfalls in Zeven. Insgesamt hat das Busnetz eine Streckenlänge von mehr als 1000 Kilometern mit 630 Haltestellen, dabei werden etwa 4 Mio. Fahrgäste jährlich transportiert.
Die EVB betreibt unter anderem, folgende Buslinien:
| Liniennummer | Verlauf                                                      |
| ------------ | ------------------------------------------------------------ |
| 630          | Zeven – Tarmstedt – Lilienthal – Bremen                      |
| 632          | Buchholz – Quelkhorn – Lilienthal                            |
| 633          | Lilienthal – Seebergen                                       |
| 636          | Osterholz-Scharmbeck – Worpswede – Grasberg – Quelkhorn      |
| 640          | Bremervörde – Gnarrenburg – Worpswede – Osterholz-Scharmbeck |
| 670          | Worpswede – Lilienthal – Bremen                              |
| 800          | Bremervörde – Selsingen – Zeven – Rotenburg (Wümme)          |
| 810          | Bremervörde – Lamstedt                                       |
| 811          | Bremervörde – Iselersheim                                    |
| 817          | Bremervörde – Mehedorf                                       |
| 821          | Gnarrenburg – Rhade – Ostereistedt – Zeven                   |
| 823          | Selsingen – Rockstedt                                        |
| 827          | Seldingen – Rhade                                            |
| 831          | Rhade – Tarmstedt – Wilstedt – Buchholz                      |
| 832          | Zeven – Nindorf                                              |
| 834          | Zeven – Wilstedt – Vorwerk                                   |
| 847          | Bremervörde – Basdahl – Fahrendorf – Gnarrenburg             |
| 848          | Bremervörde – Fahrendorf – Gnarrenburg – Rhade               |
| 849          | Gnarrenburg – Kuhstedt – Findorf – Gnarrenburg               |
| 861          | Steddorf – Sellhorn                                          |
| 862          | Zeven – Heeslingen – Steddorf – Meinstedt                    |
| 865          | Sittensen – Wohnste                                          |
| 867          | Sittensen – Sellhorn                                         |
| 868          | Zeven – Heeslingen – Sittensen                               |
| 899          | Osterholz-Scharmbeck – Lilienthal                            |
| 2029         | Stade – Harsefeld – Steddorf – Zeven                         |
| 3813         | Bremervörde – Elm (Bremervörde) – Oldendorf                  |
| 3860         | Zeven – Heeslingen – Sittensen – Tostedt                     |

### Eisenbahnverkehr
Personenverkehr:
Die EVB betreiben im Schienenpersonennahverkehr die Linie RB33 Cuxhaven–Bremerhaven–Buxtehude. Nach Übernahme des Betriebs auf der Niederelbebahn Hamburg–Cuxhaven zunächst durch Metronom, später Verkehrsgesellschaft Start Unterelbe mbH und Verlängerung der Hamburger S-Bahn-Linie S 5 bis Stade ist heute Buxtehude Umsteigebahnhof. Früher wurde bis Hamburg-Neugraben gefahren, um dort den Anschluss an die S-Bahn zu gewährleisten. Von 2003 bis 2011 wurde die Linie Cuxhaven–Bremerhaven von den EVB im Auftrag von DB Regio AG unter dem Namen Nordseebahn betrieben, in dieser Zeit gab es auch einzelne direkte Zugfahrten von Cuxhaven nach Bremen. Seit 2011 sind die EVB allein für den Schienenpersonennahverkehr auf dieser Strecke zuständig. Im Dezember 2017 wurde die gesamte Strecke auf einen täglichen Stundentakt verdichtet. Es kommen planmäßig die Alstom Lint 41 (Br. 648) sowie die iLint 54 (Br. 554) der LNVG zum Einsatz, die in Bremervörde stationiert sind.
Im Verlauf des Jahrzehnts soll der Schienenpersonennahverkehr auf der Strecke Hesedorf–Stade als Linie RB34 Bremervörde-Deinste-Stade-(Himmelpforten) reaktiviert werden, dort sollen dann ebenfalls Triebwagen der Baureihe 554 zum Einsatz kommen. Dazu sind bereits einige Baumaßnahmen zur Signalisierung und Ertüchtigung geplant bzw. in gange.
Von Ende 2014 bis Ende 2018 wurde auch die Direktverbindung zwischen Rotenburg (Wümme) und Verden (-Minden) durch Triebwagen der EVB (Baureihe 628) als Subunternehmen für die DB Regio AG abgedeckt. Seit Dezember 2018 betrieb die evb den Betrieb auf der RB 76 selbst. Im Dezember 2022 wird die RB 76 dann in das Netz der Regio-S-Bahn Bremen/Niedersachsen als RS 6 integriert, seitdem verkehren Treibzüge der Baureihe 440 und 428 auf der Strecke.
Als touristische Attraktion ist der Moorexpress bekannt. Der historische Uerdinger Schienenbus sowie die Triebwagen der Baureihe 628, die zwischen Bremen und Stade verkehren, werden ebenfalls durch die EVB betrieben. Die Züge fahren in der Sommersaison von Mai bis Oktober an Wochenenden unter anderem durch das Teufelsmoor bei Worpswede und zum Deutschen Feld- und Kleinbahnmuseum in Deinste.
Im Winter werden häufig zusätzliche Sonderfahrten mit dem Uerdinger Schienenbus auf der Strecke angeboten. Die Triebwagen der Baureihe 628 werden ebenfalls für Sonderverkehre, unter anderem zum Brokser Heiratsmarkt oder für Sonderfahrten verwendet.
Bis 2013 wurde der sich im Besitz der EVB befindliche historische WUMAG VT 175 Triebwagen für Sonder- und Ausflugsfahrten der Buxtehude – Harsefelder Eisenbahnfreunde genutzt, dabei war er auf fast jeder Strecke in Deutschland unterwegs. Der Triebwagen ist momentan noch in Aufarbeitung, eine Wiederinbetriebnahme wird angestrebt.
| Linie             | Verlauf | Takt | Fahrzeuge                                        |
| ----------------- | --- | ---- | ------------------------------------------------ |
| RB 33             | Buxtehude – Apensen – Ruschwedel – Harsefeld – Bargstedt – Brest-Aspe – Kutenholz – Hesedorf – Bremervörde – Oerel – Heinschenwalde – Frelsdorf – Geestenseth – Wehdel – Sellstedt – Bremerhaven-Wulsdorf – Bremerhaven Hauptbahnhof – Bremerhaven-Lehe – Wremen – Dorum – Nordholz – Cuxhaven                                                  | 1h   | Lint 41 (Baureihe 648) / iLint 54 (Baureihe 554) |
| (RB 34)           | (Bremervörde – Hesedorf – Essel – Mulsum-Essel – Fredenbeck – Deinste – Hagen (Kr Stade) – Stade Riensförde – Stade (– Stade Krankenhaus – Hammah – Himmelpforten)) | 1h   | iLint 54 (Baureihe 554)                          |
| Moorexpress (MEX) | Stade – Hagen (Kr Stade) – Deinste – Fredenbeck – Mulsum-Essel – Essel – Hesedorf – Bremervörde – (Oerel Süd) – Barchel – Basdahl-Kluste Hauptbahnhof – Brillit – Gnarrenburg Nord – Gnarrenburg – Nordsode – Ostersode – Hüttenbusch – Neu St. Jürgen – Worpswede – Ahrensfelde – Osterholz-Scharmbeck – Ritterhude – Bremen-Burg – Bremen Hbf | 4h   | Vt 98 (Uerdinger Schienenbus) / Baureihe 628     |

Güterverkehr:
Die EVB Logistik ist im Güterverkehr auf dem eigenen Streckennetz und darüber hinaus engagiert. Durch die Übernahme der Mehrheit bei der Mittelweserbahn weiteten die EVB insbesondere den Seehafenhinterlandverkehr auf ganz Deutschland und das benachbarte Ausland aus.
Von Bremen aus wird der Deutschlandweite Güterfernverkehr geregelt, dort sind die meisten Lokomotiven und Personale des Logistik-Bereiches beheimatet. Das Hauptaugenmerk hierbei liegt auf dem Seehafenhinterlandverkehr, dabei werden die Norddeutschen Häfen wie Hamburg, Bremerhaven, Wilhelmshaven, Cuxhaven und Bremen mit Container-, Auto- und Holzzügen der EVB beliefert und an das Hinterland angebunden.
Der Güterverkehr auf dem eigenen Netz wird vom Standort Bremervörde aus geregelt. Nennenswerte Leistungen sind hierbei, die Bedienung des Bundeswehrstandortes in Hesedorf, die Anbindung von Thyssenkrupp in Waffensen, Holzzüge nach Heinschenwalde und Bremervörde, sowie seit 2024 die Bedienung von Raisa-Standorten wie Fredenbeck, Selsingen und Sittensen mit Dünger- oder Getreidezügen. In Zukunft sollen weitere Ladestellen wie Bremervörde, Osterholz-Scharmbeck und Gnarrenburg bedient werden. Bis in die frühen 2000er Jahre gab es außerdem an den meisten Unterwegsbahnhöfen Ladestellen für die Landwirtschaft sowie weitere Industrieanschlüsse. Nennenswert hierbei wären die Verkehre zum Torfwerk Gnarrenburg, in Industriegebiete in Bremervörde und Zeven, sowie zu weiteren Raisa- Standorten, die allerdings alle seit längerer Zeit ruhen.
Die Verbindung Bremerhaven–Bremervörde–Rotenburg wird gelegentlich für Umleiterverkehre der Seehäfen verwendet. Diese wichtige Achse für die Hinterlandanbindung soll in Zukunft weiter ausgebaut werden, um den Zugang für weitere Eisenbahnverkehrsunternehmen zu erleichtern. So soll die Strecke mittel- bis langfristig vollständig elektrifiziert und signalisiert werden sowie das Betriebsverfahren auf FV-DB umgestellt werden.
Die EVB bietet außerdem an diesen deutschen Standorten Rangierdienstleistungen an:
- Bremen
- Bremerhaven
- Bremervörde
- Wilhelmshaven
- Hamburg
- Regensburg
- Deggendorf

Dabei ist der Verkehr in Bremen, Bremerhaven, Bremervörde, Wilhelmshaven, Hamburg und Regensburg in die jeweiligen Standorte ausgegliedert. Die Verkehre in Regensburg werden allerdings ab 2025 von Bremen aus verwaltet.

## Infrastruktur
Als Eisenbahninfrastrukturunternehmen verfügen die EVB über ein 235 Kilometer langes Streckennetz, das aus eingleisigen nicht elektrifizierten Nebenbahnen besteht, die im signalisiertem Zugmeldebetrieb (Bremerhaven – Harsefeld – Buxtehude) und im Zugleitbetrieb betrieben werden.
Folgende Strecken gehören dazu:
| Strecke                                      | Länge in Kilometer | Nummer | Streckenklasse      | Vmax (km/h) | Betriebsverfahren                        | Betrieb | Besonderheiten                               |
| -------------------------------------------- | ------------------ | ------ | ------------------- | ----------- | ---------------------------------------- | ------- | -------------------------------------------- |
| Bremerhaven-Wulsdorf–Harsefeld–(Hollenstedt) | 60,54              | 1      | D4 (ab Hesedorf C3) | 80          | Signalisierter Zugmeldebetrieb (FV – NE) | GV/RB33 | Abschnitt Harsefeld – Hollenstedt abgebaut   |
| Buxtehude–Harsefeld                          | 14,44              | 1      | C3                  | 80          | Signalisierter Zugmeldebetrieb (FV – NE) | GV/RB33 |                                              |
| Bremervörde–Osterholz-Scharmbeck             | 47,80              | 2      | C2                  | 60          | Zugleitbetrieb (FV – NE)                 | GV/MEX  |                                              |
| Bremervörde–Rotenburg (Wümme)–(Bockel)       | 50,32              | 3      | D4                  | 80          | Zugleitbetrieb (FV – NE)                 | GV      | Abschnitt Rotenburg – Bockel abgebaut        |
| (Wilstedt–)Zeven–Tostedt                     | 37,70              | 4      | C3                  | 50          | Zugleitbetrieb (FV – NE)                 | GV      | Abschnitt Zeven – Wilstedt als Draisinenbahn |
| Hesedorf–Stade                               | 26,59              | 5      | D4                  | 80          | Zugleitbetrieb (FV – NE)                 | GV/MEX  |                                              |

In Stade, Buxtehude, Tostedt, Rotenburg(Wümme), Osterholz-Scharmbeck und Bremerhaven-Wulsdorf bestehen Verbindungen zum Netz der DB InfraGO.
Neben der sich in Bremervörde befindlichen Werkstatt, gibt es in Harsefeld, Gnarrenburg und Zeven Lokschuppen, der ehemaligen Eisenbahngesellschaften (BOE, BHE, WZTE), die heute für die Unterbringung der historischen Fahrzeuge genutzt werden. Diese werden von verschiedenen Eisenbahnvereinen betreut.
Bremervörde ist neben den eigenen EVB-Triebfahrzeugen auch Wartungsstandort für die RE-5-Garnituren der Regionalverkehre Start Deutschland GmbH die im Regelfall aus einer Diesellok der Baureihe 246 und 5 Bombardier-Doppelstockwagen bestehen. Diese werden zwischen Hamburg und Cuxhaven im Regionalverkehr eingesetzt und an Tagesrandlagen normalerweise über die Strecke Stade – Hesedorf nach Bremervörde zur Wartung überführt, insgesamt gibt es etwa 4 Fahrten Werktags. Früher war es außerdem Fahrgästen möglich, bei einigen dieser Überführungsfahrten morgens mitzufahren.

## Geschichte
Die EVB sind am 1. Januar 1981 aus der Bremervörde-Osterholzer Eisenbahn GmbH (BOE, 48 Streckenkilometer) und der Wilstedt-Zeven-Tostedter Eisenbahn GmbH (WZTE, 63,5 Streckenkilometer) und deren Busbetrieben hervorgegangen. 1991 kamen die vormals von der Deutschen Bundesbahn betriebenen Nebenstrecken in dem Dreieck zwischen Bremerhaven, Bremen und Hamburg (dem „Nassen Dreieck“) hinzu: die noch vorhandenen Reste der ehemaligen Bahnstrecke Bremervörde–Walsrode, der Strecken Bremerhaven-Wulsdorf–Buchholz und Hesedorf–Stade. Sie machten die EVB mit nun 286 Streckenkilometern zur zweitgrößten deutschen nichtbundeseigene Eisenbahn nach den Osthannoverschen Eisenbahnen (OHE). 1993 fusionierten die EVB mit der Buxtehude-Harsefelder Eisenbahn.
1993 betrieben die EVB folgende Buslinien:
166 0 (Heeslingen –) Zeven Süd-Bf – Zeven Busbf – Tarmstedt – Grasberg – Lilienthal – Bremen-Horn – Bremen Hbf/ZOB
166 Z0 Grasberg – Dannenberg – Lilienthal-Seebergen – Lilienthal-Heidberg – Lilienthal-Falkenberg – Bremen Hbf/ZOB (nur mo–fr)
167 0 Rhade – Breddorf – Tarmstedt – Wilstedt – Ottersberg-Quelkhorn – Lilienthal-Seebergen – L.-Heidberg – L.-Falkenberg – Lilienthal – Bremen-Horn – Bremen Hbf/ZOB (nur Einzelfahrten werktags)
167 Z0 Rhade – Breddorf – Tarmstedt – Wilstedt (– Vorwerk-Buchholz) (nur Einzelfahrten werktags, meist nur an Schultagen)
175 0 (Bremervörde, Birkenweg –) Bremervörde Bf – Oerel – Gnarrenburg – Worpswede – Osterholz-Scharmbeck Bf (– Barkhof)
176 0 Ottersberg-Quelkhorn – Grasberg-Rautendorf – Gr.-Huxfeld – Grasberg – Worpswede – Osterholz-Scharmbeck Bf (nur Einzelfahrten an Schultagen)
177 0 (Bremervörde Bf / Birkenweg – Oerel –) Gnarrenb.-Brillit – Gnarrenburg – Gnarrenburg-Kuhstedt – Neu-Kuhstedt, Schule (nur an Schultagen)
178 0 (Bremervörde Bf – Bremerv.-Spreckens –) / Gnarrenburg-Brillit – Gnarrenb.-Fahrendorf – Gnarrenburg – Gnarrenb.-Karlshöfen, Schule (– Gnarrenb.-Glinstedt – Gnarrenb.-Augustendorf / – Rhade) (nur an Schultagen)
301 0 Gnarrenburg – Gnarrenb.-Karlshöfen – Gnarrenb.-Glinstedt – / Rhade – Rhadereistedt – Ostereistedt – Zeven Busbf – Zeven Südbf – Zeven-Aspe (– Nindorf) (nur werktags, meist nur an Schultagen)
304 0 Zeven – Z.-Oldendorf – Z.-Brümmerhof – Z.-Brüttendorf – Gyhum-Wehldorf – Gy.-Bockel – Gy.-Nartum – Horstedt-Winkeldorf – Bülstedt-Steinfeld – Bülstedt – Wilstedt – Vorwerk-Buchholz – V.-Dipshorn – Vorwerk (nur Einzelfahrten mo–fr an Schultagen)
305 0 Zeven – Heeslingen (– Heesl.-Steddorf) / – Heesl.-Wense – Heesl.-Sassenholz – Heesl.-Meinstedt (nur an Schultagen)
306 0 Zeven Südbf – Zeven Busbf – Heeslingen – Weertzen – Sittensen Busbf – S.-Tiste – Heidenau-Vaerloh – Heidenau – Tostedt-Wüstenhofen – Tostedt Bf (nur werktags, kein Spätverkehr)
307 0 Selsingen, Neue Schule – Granstedt – Rockstedt – (Rhade –) Ostereistedt, Schule (nur an Schultagen)
Der Personenverkehr auf den Strecken Bremerhaven–Bremervörde–Hesedorf, Hesedorf–Stade wurde zunächst mit gebrauchten Schienenbussen der Baureihe VT 98 betrieben. Die EVB erhielten jedoch sehr bald einige Triebwagen der Baureihe 628.4, die ihren Einsatz ab 1993 auf der neu eingerichteten Linie Bremerhaven–Hamburg-Neugraben über die Bahnstrecke Buxtehude–Harsefeld fanden. Der Personenverkehr der EVB auf der Strecke Hesedorf–Stade wurde gleichzeitig eingestellt. Der Bahnhof Stade wird zurzeit von den EVB nur noch durch den touristischen Saisonverkehr des Moorexpress angefahren. Die Wiederaufnahme des ständigen Personenverkehrs auf dieser Strecke ist vorgesehen.
Im September 2001 ging der neue Bus-Betriebshof mit Werkstatt in Zeven mit einer Gesamtfläche von 14.000 m² in Betrieb
Vom 14. Dezember 2003 bis 10. Dezember 2011 betrieben die EVB im Auftrag der DB Regio AG zusätzlich unter der Bezeichnung Nordseebahn die Strecke zwischen Bremerhaven und Cuxhaven mit Triebwagen des Typs Alstom Coradia LINT. Seit dem 11. Dezember 2011 betreiben die EVB eigenverantwortlich den Nahverkehr auf dieser Strecke.
In den Jahren 2000 bis 2003 wurde der Güterverkehr auf der Schiene stark eingeschränkt und auf manchen Strecken (z. B. Wilstedt–Zeven–Tostedt und Rotenburg (Wümme)–Brockel) nahezu komplett eingestellt. Seitdem konzentrieren sich die EVB auf die Beförderung von Personen zwischen Cuxhaven, Bremerhaven, Bremervörde, Buxtehude und Hamburg sowie den Güterverkehr mit Containern zwischen Hamburg, Bremen und Bremerhaven. Nachdem 2008 täglich bis zu elf Container-Ganzzüge auf dieser Verbindung fuhren, sank die Nachfrage danach stark, so dass dieser Verkehr aus Wirtschaftlichkeitsgründen auf dem eigenen Streckennetz 2018 eingestellt werden musste. Mittlerweile fahren wieder einige Ganzzüge zwischen den Seehäfen und In Kooperation mit anderen Unternehmen werden außerdem Containerzüge bis nach Süddeutschland durch das Tochterunternehmen Neutral Container Shuttle System GmbH (Necoss) geführt.
Die Strecke von Harsefeld nach Hollenstedt wurde 2004 stillgelegt und ab 2006 abgebaut. Was mit der Trennung vom Stammgleis in Harsefeld im Jahr 2004 durch den Bau einer neuen Verbindungskurve in Harsefeld begann, setzte sich konsequent durch den Abbau der verbliebenen Strecke fort. Ebenso wurden ab 2007 die Gleise zwischen Rotenburg und Brockel entfernt.
Im Jahr 2005 wurde das Busunternehmen „von Ahrentschildt“ aus Lilienthal (Grasberg) von den EVB übernommen.
Auf den eigenen Bahnstrecken bieten die EVB neben dem Planbetrieb auch Charter- und Saisonfahrten mit aktuellen Fahrzeugen und mit historischen Schienenbussen an. Ein Beispiel hierfür ist der Moorexpress von Stade über Bremervörde nach Osterholz-Scharmbeck. Seit dem 29. April 2006 kann man mit ihm auch nach Bremen fahren.
Die EVB sind mit der BeNEX GmbH und der OHE an der Metronom Eisenbahngesellschaft in Uelzen beteiligt, die Regionalexpress-Züge auf den Strecken Bremen–Hamburg, Hamburg–Uelzen und Uelzen–Hannover–Göttingen einsetzt sowie seit Ende 2007 auch Regionalbahn-Züge auf den Strecken Hamburg–Tostedt und Hamburg–Lüneburg.
Am 20. September 2010 haben die EVB die Mehrheit an der im Schienengüterverkehr aktiven Mittelweserbahn (MWB) übernommen. Die restlichen Minderheitsanteile wurden zum 31. August 2013 von den EVB übernommen.
Am 28. Januar 2011 ging das neu gebaute Elektronische Stellwerk im Bahnhof Bremervörde in Betrieb, dabei wurde der gesamte Bahnhof Bremervörde sowie die Strecke Bremerhaven – Buxtehude vollständig Signalisiert und das Betriebsverfahren von Zugleitbetrieb auf Signalisierten Zugmeldebetrieb umgestellt. In näherer Zukunft sollen die Strecken Hesedorf – Stade und Bremervörde – Rotenburg signalisiert werden.
Ende Juni 2018 erhielt die EVB den Zuschlag zum Betrieb des Verkehrs auf der Bahnstrecke Verden–Rotenburg für vier Jahre bis Dezember 2022.
Die EVB sind Mitglied im Tarifverband der Bundeseigenen und Nichtbundeseigenen Eisenbahnen in Deutschland (TBNE).
Eine Wasserstofftankstelle wurde im Dezember 2021 in Bremervörde fertiggestellt. Ebenfalls in Bremervörde wird eine Wartungshalle für die Wasserstofftriebzüge der Baureihe 554 errichtet. Seit 2022 sind die Wasserstofftriebzüge im Einsatz auf der Linie RB 33.

## Gesellschafter
An der EVB sind die folgenden Körperschaften beteiligt:
- Land Niedersachsen 23,52 %
  - über Hannoversche Beteiligungsgesellschaft weitere 59,45 %
- Landkreis Rotenburg (Wümme) 5,75 %
- Landkreis Stade 4,33 %
- Landkreis Osterholz 2,5 %
- Landkreis Cuxhaven 2,03 %
- Landkreis Harburg 1,45 %
- Samtgemeinde Zeven 0,32 %
- Gemeinde Worpswede 0,26 %
- Stadt Bremervörde 0,2 %
- Stadt Rotenburg (Wümme) 0,2 %

## Beteiligungen
Die EVB GmbH ist an folgenden Gesellschaften beteiligt:
- NiedersachsenBahn, Celle (40 %; Betriebsgesellschaft für die metronom Eisenbahngesellschaft)
- Mittelweserbahn, Bruchhausen-Vilsen (100 %)
- Omnibusbetrieb von Ahrentschildt, Grasberg (90 %)
- KVG Stade (Kraftverkehr GmbH & Co. KG), Stade
- NTT 2000 (Container-Transport-Gesellschaft)
- NeCoSS (Container-Transport-Gesellschaft, seit 2015 Mehrheitsanteile)
- Jade-Weser-Bahn (90 %)

## Fahrzeuge
Schienenverkehr

Alstom Cordia iLint (Wasserstoff) und LINT 41 der EVB

Für den Personenverkehr besitzen die EVB neben älteren Triebwagen zwei Uerdinger Schienenbusse (VT 98) mit Beiwagen. Insgesamt besitzt die EVB fünf mit der DB-Baureihe 628 baugleiche Triebwagen. Seit Dezember 2003 stehen dem Unternehmen für den Betrieb der Nordseebahn und der Strecke Bremerhaven–Buxtehude neun Triebwagen vom Typ LINT 41 aus dem Fahrzeugpool der Landesnahverkehrsgesellschaft Niedersachsen zur Verfügung. Mit der Ausschreibung des Nahverkehrsbetriebes wurde der Fuhrpark 2011 um sechs weitere Triebwagen aufgestockt, die die älteren Triebwagen der Baureihe 628 im Regelbetrieb ersetzen.
Am 11. Juli 2018 erhielt der iLint von Alstom mit Brennstoffzellen die Zulassung für den kommerziellen Fahrgasteinsatz in Deutschland. Der Probebetrieb mit zwei Vorserienfahrzeugen begann am 17. September 2018 bei den EVB auf der Linie Buxtehude – Bremerhaven – Cuxhaven. Es handelt sich um den weltweit ersten Einsatz eines wasserstoffgetriebenen Zugs im regulären Linienbetrieb.
Seit dem 24. August 2022 sind die ersten Serienfahrzeuge im Einsatz. Die vorgesehene Flotte beläuft sich auf 17 Triebwagen.
Folgende Triebfahrzeuge gehören heute zum Fahrzeugpark:
| Baureihe | Typ          | Anzahl | Hersteller        | Baujahr        |
| -------- | ------------ | ------ | ----------------- | -------------- |
| 554      | iLint 54     | 17*    | Alstom            | seit 2018      |
| 648      | Lint 41      | 14*    | Alstom            | 2002/2003      |
| 628.4    | VT 628       | 5      | Duewag/LHB        | 1993           |
| -        | VT 175       | 1      | Wumag             | 1926           |
| -        | VT 170       | 1      | LHW               | 1935           |
| -        | VT 164       | 1      | Talbot            | 1955           |
| -        | VB 140       | 2      | Talbot/?          | 1937           |
| 796      | VT 98        | 3      | MAN/WMD           | 1960/1962      |
| 996      | VB 98        | 1      | Uerdingen         | 1961           |
| 996      | VS 98        | 2      | MAN/Crede         | 1958/1960      |
| -        | DH360C       | 1      | Henschel          | 1956           |
| 226      | G500C        | 1      | MaK               | 1966           |
| -        | G700C        | 1      | MaK               | 1975           |
| 271      | G1000        | 3      | Vossloh           | 2005/2009      |
| 275      | G1206        | 1      | Vossloh           | 2008           |
| 335      | Köf III      | ?      | Gmeinder          | 1969           |
| 211      | V 100 (West) | 6      | KM/Jung/MaK/Krupp | 1961/1962      |
| 223      | ER 20        | 4      | Siemens           | 2006           |
| 140      | E 140        | 6      | KM/Henschel       | 1970/1972/1973 |
| 185.2    | F140 AC2     | 6      | Bombardier        | 2008/2009      |
| -        | ES62U2       | 1      | Siemens           | 2002           |

Seit 2021 wurden zwei Stadler Eurodual u. a. (159 229) von ELP geleast.
Sechs Loks der Baureihe 140 wurden 2012 durch die EVB von der DB AG gekauft:
- 140 759
- 140 761
- 140 774
- 140 848
- 140 866
- 140 870[15]

Die seit Jahren abgestellte 219 wurde 2021 an einen Einzelunternehmer verkauft.
Busverkehr
Für den Personenverkehr (z. B. zwischen Zeven und Bremen) nutzen die EVB Busse der Marken Iveco, Mercedes-Benz, Volvo und Setra, unter anderem Setra S 319 NF und Mercedes-Benz Citaro. Der Fuhrpark der EVB besteht aus knapp 70 Fahrzeugen. Knapp 40 der 70 Fahrzeuge sind vom Omnibusbetrieb von Ahrentschildt GmbH (OVA), als 100%ige Tochter der EVB im Einsatz.
EVB-Fahrzeuge:
| Anzahl | Typ                   | Baujahr(e) | Besonderheiten |
| ------ | --------------------- | ---------- | -------------- |
| 2      | Setra S 315 NF        | 2003       |                |
| 4      | Setra S 319 NF        | 2004–2006  |                |
| 2      | Setra S 416 NF        | 2007       |                |
| 1      | MB Citaro L FL        | 2007       |                |
| 2      | MB Citaro Ü FL        | 2008       |                |
| 4      | MB Citaro GÜ FL       | 2009/2010  |                |
| 4      | MB Citaro LE Ü FL     | 2011       |                |
| 4      | Volvo 8700 LE         | 2011/2012  |                |
| 1      | MB Citaro C2 GÜ       | 2014–2017  |                |
| 1      | MB Citaro C2 LE Ü     | 2014–2017  |                |
| 2      | MB Citaro C2 G        | 2015       | Fahren für OVA |
| 2      | Iveco Urbanway 18M    | 2017/2018  |                |
| 17     | Iveco Crossway 12LE   | 2017–2023  |                |
| 12     | Iveco Crossway 14.5LE | 2019–2024  |                |

OVA-Fahrzeuge:
| Anzahl | Typ                   | Baujahr(e) |
| ------ | --------------------- | ---------- |
| 3      | Setra S 319 NF        | 2004–2006  |
| 1      | MB Citaro GÜ FL       | 2009/2010  |
| 3      | MB Citaro C2 GÜ       | 2014–2017  |
| 7      | MB Citaro C2 LE Ü     | 2014–2017  |
| 2      | Iveco Urbanway 18M    | 2017/2018  |
| 17     | Iveco Crossway 12LE   | 2017–2023  |
| 12     | Iveco Crossway 14.5LE | 2019–2024  |

Stand Dezember 2024